# کشتی هوایی (فیلم)
کشتی هوایی (انگلیسی: Dirigible) یک فیلم به کارگردانی فرانک کاپرا است که در سال ۱۹۳۱ منتشر شد. از بازیگران آن می‌توان به جک هولت، فی ری، هوبرت باسورث، هارولد گودوین، و آلن راسکو اشاره کرد.